# حاجی‌آباد (میناب)
حاجی‌آباد، روستایی در دهستان سرباران بخش تیاب شهرستان میناب در استان هرمزگان ایران است.

## جمعیت
بر پایه سرشماری عمومی نفوس و مسکن در سال ۱۳۹۵، جمعیت این روستا برابر با ۷۲۹ نفر (۱۹۰ خانوار) بوده‌است.